# سیارک ۹۱۲۷
سیارک ۹۱۲۷ (به انگلیسی: 9127 Brucekoehn، نامگذاری:1998HX51) نه هزار و صد و بیست و هفتمین سیارک کشف شده‌است که در ۳۰ آوریل ۱۹۹۸ کشف شد.
قدر مطلق سیارک برابر ۱۳٫۶۰ است.